# رودولفو مويا
رودولفو مويا (بالإسبانية: Rodolfo Moya)‏ (27 يوليو 1979 بسانتياغو في تشيلي - ) هو لاعب كرة قدم تشيلي في مركز الهجوم. شارك مع منتخب تشيلي لكرة القدم. أما مع النوادي، فقد لعب مع أوداكس إيتاليانو وأوستريا فيينا وإيفرتون دي فينا ديل مار وكولو-كولو ونادي أونيفرسيداد دي تشيلي ونادي أونيفرسيداد كاتوليكا ونادي بالستينو وهواتشيباتو ولاسيرينا.

## وصلات خارجية
- رودولفو مويا على موقع قاعدة بيانات كرة القدم.إي يو (الإنجليزية)
- رودولفو مويا على موقع ناشيونال فوتبول تيمز (الإنجليزية)
- رودولفو مويا على موقع Soccerway.com (الإنجليزية)
- رودولفو مويا على موقع عالم كرة القدم.نت (الإنجليزية)